# Tetrafenylmethan
Tetrafenylmethan je jeden z derivátů uhlovodíků. Vodíky methanu jsou nahrazeny fenyly – tzn. uhlovodíkovými zbytky benzenu. Je hořlavý.
Rovnice hoření je:
C25H24 + 31 O2 → 25 CO2 + 12 H2O
Jako první tuto látku vyrobil roku 1898 ukrajinský chemik a profesor univerzity v Michiganu Moses Gomberg.
Gombergova syntéza probíhá takto: trifenylmethylbromid 1 reaguje s fenylhydrazinem 2 za vzniku vázaného hydrazinu 3. Oxidací s kyselinou dusitou vzniká azosloučenina 4, ze které se zahříváním nad teplotu tání uvolňuje dusík vázaný trojnou vazbou a tetrafenylmethan 5.
Gombergův úspěch v syntéze tetrafenylmethanu ho vedl k pokusu o přípravu hexafenylethanu, který stál za objevením trifenylmethylového radikálu.